# 2021–2022-es magyar női kézilabda-bajnokság (első osztály)
A 2021–2022-es magyar női kézilabda-bajnokság (szponzorációs nevén K&H női kézilabda liga) a bajnokság 71. kiírása, a címvédő a Ferencváros csapata.

## Résztvevő csapatok
Az előző idényhez hasonlóan ebben a szezonban is 14 csapat alkotja az NB I mezőnyét. A 2020–2021-es szezon végén kiesett a Boglári Akadémia-SZISE, valamint a Békéscsaba. Helyükre az NB II keleti és nyugati csoportjának bajnoka, a Budaörs és a Vasas került.
| Klub név                | Székhely        |
| ----------------------- | --------------- |
| Alba Fehérvár KC        | Székesfehérvár  |
| Moyra-Budaörs Handball  | Budaörs         |
| DVSC SCHAEFFLER         | Debrecen        |
| Dunaújvárosi Kohász KA  | Dunaújváros     |
| Érd NK                  | Érd             |
| FTC-Rail Cargo Hungaria | Budapest        |
| Győri Audi ETO KC       | Győr            |
| Kisvárda Master Good SE | Kisvárda        |
| Mosonmagyaróvári KC SE  | Mosonmagyaróvár |
| MTK Budapest            | Budapest        |
| Siófok KC               | Siófok          |
| Szombathelyi KKA        | Szombathely     |
| Vasas                   | Budapest        |
| Váci NKSE               | Vác             |

## Csapatok adatai
| Csapat                 | Elnök              | Vezetőedző      | Mezgyártó     | Főszponzor(ok)                               |
| ---------------------- | ------------------ | --------------- | ------------- | -------------------------------------------- |
| Alba Fehérvár KC       | Balássi Imre       | Józsa Krisztián | hummel        | tippmix, Avis                                |
| Budaörs                | Neukum Tamás       | Buday Dániel    | Saját gyártás | tippmix                                      |
| Debreceni VSC          | Ábrók Zsolt        | Szilágyi Zoltán | adidas        | tippmix, Schaeffler, Riska                   |
| Dunaújvárosi KKA       | Gurics Attila      | Vágó Attila     | hummel        | tippmix, BH                                  |
| Érd NK                 | Tekauer Norbert    | Horváth Roland  | Erima         | tippmix                                      |
| Ferencvárosi TC        | Kubatov Gábor      | Elek Gábor      | Nike          | tippmix, Rail Cargo Hungaria, Lidl, Budapest |
| Győri ETO KC           | dr. Bartha Csaba   | Ambros Martín   | adidas        | Audi, Győr, tippmix                          |
| Kisvárdai KC           | Major Tamás        | Bakó Botond     | hummel        | tippmix, Master Good, Volkswagen             |
| Mosonmagyaróvári KC SE | Horváth Cs. Attila | Gyurka János    | adidas        | tippmix, Eu-Fire                             |
| MTK Budapest           | Deutsch Tamás      | Vida Gergő      | Nike          | tippmix                                      |
| Siófok KC              | Fodor János        | Uros Bregar     | hummel        | tippmix, Peszter                             |
| Szombathelyi KKA       | Pődör Zoltán       | Pődör Zoltán    | Erima         | tippmix                                      |
| Vasas                  | Markovits László   | Penszki Gergely | Erima         | tippmix                                      |
| Váci NKSE              | Kirsner Erika      | Ottó Katalin    | hummel        | tippmix, GVM                                 |

### Csapatok száma megyénkénti bontásban
| # | Megye | Megye                        | Csapatok száma | Csapat(ok)                                       |
| - | ----- | ---------------------------- | -------------- | ------------------------------------------------ |
| 1 |       | Budapest (főváros)           | 3              | Ferencvárosi TC, MTK Budapest, Vasas SC Budapest |
| 1 |       | Pest megye                   | 3              | Érd NK, Budaörs, Váci NKSE                       |
| 2 |       | Fejér megye                  | 2              | Alba Fehérvár KC, Dunaújvárosi KKA               |
| 2 |       | Győr-Moson-Sopron megye      | 2              | Győri ETO KC, Mosonmagyaróvári KC SE             |
| 1 |       | Somogy megye                 | 1              | Siófok KC                                        |
| 1 |       | Hajdú-Bihar megye            | 1              | Debreceni VSC                                    |
| 1 |       | Szabolcs-Szatmár-Bereg megye | 1              | Kisvárdai KC                                     |
| 1 |       | Vas megye                    | 1              | Szombathelyi KKA                                 |

### Vezetőedző-váltások
| Csapat        | Távozó edző       | Távozás módja            | Távozás dátuma                  | Helyezés a tabellán | Érkező vezetőedző | Kinevezés dátuma   |
| ------------- | ----------------- | ------------------------ | ------------------------------- | ------------------- | ----------------- | ------------------ |
| Alba Fehérvár | Józsa Krisztián   | Közös megegyezéssel      | A 2020–2021-es szezont követően | Előszezon           | Boris Dvoršek     | 2021. július 1.    |
| Debreceni VSC | Kudor Kitti       | Közös megegyezéssel      | A 2020–2021-es szezont követően | Előszezon           | Szilágyi Zoltán   | 2021. július 1.    |
| Siófok KC     | Zdravko Zovko     | Közös megegyezéssel      | A 2020–2021-es szezont követően | Előszezon           | Danyi Gábor       | 2021. július 1.    |
| Váci NKSE     | Szilágyi Zoltán   | Közös megegyezéssel      | A 2020–2021-es szezont követően | Előszezon           | Őze Beáta         | 2021. július 1.    |
| Váci NKSE     | Őze Beáta         | Közös megegyezéssel      | 2021. július 29.                | Előszezon           | Ottó Katalin      | 2021. július 29.   |
| Siófok KC     | Danyi Gábor       | lemondott                | 2021. november 8.               | 10.                 | Uros Bregar       | 2021. november 8.  |
| MTK           | Golovin Vlagyimir | Szövetségi kapitány lett | 2021. november 30.              | 7.                  | Vida Gergő        | 2021. november 30. |
| Alba Fehérvár | Boris Dvoršek     |                          |                                 | 11.                 | Józsa Krisztián   | [ 9 ]              |
| Szombathely   | Marosán György    |                          | 2022. február 1.                | 14.                 | Pődör Zoltán      | 2022. február 1.   |

### A bajnokság végeredménye
| Hely. | Csapat                  | M  | Gy | D | V  | G+  | G–  | Gk   | P  | Továbbjutás                |
| ----- | ----------------------- | -- | -- | - | -- | --- | --- | ---- | -- | -------------------------- |
| 1.    | Győri Audi ETO          | 26 | 25 | 0 | 1  | 876 | 568 | +308 | 50 | Bajnokok Ligája-csoportkör |
| 2.    | FTC-Rail Cargo Hungaria | 26 | 25 | 0 | 1  | 849 | 574 | +275 | 50 | Bajnokok Ligája-csoportkör |
| 3.    | DVSC SCHAEFFLER         | 26 | 21 | 0 | 5  | 758 | 636 | +122 | 42 | Európa-liga csoportkör     |
| 4.    | Váci NKSE               | 26 | 17 | 0 | 9  | 799 | 758 | +41  | 34 | Európa-liga 2.selejtezőkör |
| 5.    | Mosonmagyaróvári KC     | 26 | 14 | 2 | 10 | 812 | 756 | +56  | 30 | Európa-liga 1.selejtezőkör |
| 6.    | Siófok KC               | 26 | 15 | 0 | 11 | 780 | 763 | +17  | 30 |                            |
| 7.    | Kisvárda Master Good    | 26 | 11 | 2 | 13 | 657 | 700 | −43  | 24 |                            |
| 8.    | MTK Budapest            | 26 | 9  | 4 | 13 | 691 | 747 | −56  | 22 |                            |
| 9.    | Dunaújvárosi Kohász     | 26 | 10 | 0 | 16 | 701 | 762 | −61  | 20 |                            |
| 10.   | Alba Fehérvár           | 26 | 7  | 2 | 17 | 668 | 746 | −78  | 16 |                            |
| 11.   | Moyra-Budaörs           | 26 | 7  | 2 | 17 | 684 | 809 | −125 | 16 |                            |
| 12.   | Érd                     | 26 | 6  | 0 | 20 | 662 | 782 | −120 | 12 |                            |
| 13.   | Szombathelyi KKA        | 26 | 5  | 2 | 19 | 683 | 827 | −144 | 12 | Kiesett az NB I/B-be       |
| 14.   | Vasas SC                | 26 | 3  | 0 | 23 | 681 | 873 | −192 | 6  | Kiesett az NB I/B-be       |